# Someone Put Your Hand Out
Someone Put Your Hand Out è un singolo promozionale di Michael Jackson del 1992. 
La canzone fu scritta da Jackson per l'album Bad nel 1987, ma venne scartata dalla tracklist finale dell'album. Jackson pensò poi di inserirla nel successivo album Dangerous del 1991 dove venne rielaborata da Teddy Riley, ma venne nuovamente scartata, così, nel 1992, fu messa in palio come premio in un concorso legato alla Pepsi-Cola, sponsor del tour del cantante. Venne infine inserita nel disco 3 del box-set Michael Jackson: The Ultimate Collection pubblicato nel 2004.

## Descrizione
La canzone è interpretata da Jackson cantando in falsetto per quasi tutta la durata. Il singolo fu distribuito a maggio del 1992 solo in Europa e in Giappone come singolo promozionale per le radio, per promuovere il Dangerous World Tour. 500 000 copie furono rese disponibili come premio in palio se si vinceva un concorso di alcuni prodotti Pepsi. Someone Put Your Hand Out fu anche incluso come parte di un esclusivo box-set promozionale Pepsi nel giugno 1992 in Europa e nel Regno Unito. Il cofanetto includeva un poster di Michael Jackson, un adesivo promozionale, un comunicato stampa riguardante il Dangerous World Tour e una musicassetta del singolo. Nel 1993 fu pianificato che un CD della canzone (insieme ad altre canzoni classiche di Michael Jackson e alcuni remix) dovesse essere inclusa in omaggio negli Stati Uniti con uno speciale walkman della Sony firmato da Michael Jackson, ma l'idea finì nel dimenticatoio dopo l'accusa di presunto abuso su un minore contro Michael Jackson del 1993. La canzone venne anche pubblicata in un Mini CD promozionale.

## Performance live
Someone Put Your Hand Out non fu mai cantata dal vivo da Michael Jackson, ma ne fu inclusa una versione strumentale suonata dai musicisti del tour durante il Dangerous World Tour poco prima della canzone Will You Be There, come è possibile vedere anche nel DVD ufficiale Live in Bucharest: The Dangerous Tour pubblicato nel 2004.

## Presenza inMichael Jackson: The Ultimate Collection
La canzone è presente nel box-set Michael Jackson: The Ultimate Collection, come quattordicesima traccia del disco 3.